# Giovanni Rossi (pilote automobile)
Pour les articles homonymes, voir Rossi et Giovanni Rossi.
Giovanni Rossi, né le 27 mai 1946 à Spineda près de Parme et mort le 27 juin 2012 à Beaumont-sur-Oise des suites d'un accident de VTT, est un pilote de courses de côte français de Corbeil-Cerf (Oise).

## Biographie
Il dispute régulièrement le championnat européen de la montagne de 1982 à 1988 (notamment aux côtés de Francis Dosières au sein du team Merlin Pneus), puis entre 1995 et 1997.

## Palmarès

### Titres et classements
- Triple Champion d'Europe de la montagne des voitures de Production (puis catégorie I), en 1983 (BMW 528i Gr. A), 1984 (BMW M1 Gr. B) et 1988 (Renault 5 Maxi Turbo Gr. B préparée par l'écurie Sonica basée à Chevenon près de Magny-Cours);
- Trophée FIA, en 1983 (BMW 528i Gr. A);
- Vainqueur du Groupe B en championnat de France: 1985 (BMW M1; 5e au général);
  - Double vice-champion d'Europe de la montagne des voitures de production (puis cat. I), en 1982 sur Ford Escort RS 2000 et 1986 sur BMW M1;
  - 3e du championnat d'Europe de la montagne des voitures de production (cat. I), en 1987 sur R5 Maxi Turbo;